# Course en ligne masculine des juniors aux championnats du monde de cyclisme sur route 2018
La course en ligne masculine des juniors (moins de 19 ans) aux championnats du monde de cyclisme sur route 2018 a lieu sur 132,4 kilomètres le 27 septembre 2018 à Innsbruck, en Autriche.

## Parcours
Le parcours est tracé sur 132,4 kilomètres. Les coureurs partent de la ville de Kufstein, dans la région du Tyrol. Les 60 premiers sont complètement plats jusqu'à la ville de Schwaz, puis le peloton traverse le district de Schwaz jusqu'aux villes de Buch in Tirol et Scharnitz où les cyclistes passent sur l'Inn. Lors du passage dans la ville de Terfens, les cyclistes font face à la première montée avec une ascension de 2,6 kilomètres avec une pente moyenne de 7 % et des rampes maximales de 14 %. Cette difficile section voit les cyclistes grimper très fort sur 350 mètres avant d'atteindre le plateau de la commune de Gnadenwald. La descente conduit ensuite les cyclistes vers les villages d'Absam, Thaur et Rum avant d'arriver à Innsbruck.
Une fois que le peloton atteint la ville d'Innsbruck, les cyclistes sont confrontés à un circuit à parcourir deux fois. Il s'agit d'une boucle de 23,8 kilomètres à travers le district d'Innsbruck, dont une montée de 7,9 kilomètres avec une pente maximale de 10 %, entre Aldrans et la station de ski de Patscherkofel située à 2 246 mètres d'altitude. Ensuite, la descente emmène les coureurs aux petits villages de Igls et Vill, passant par le célèbre tremplin de saut de ski de Bergisel jusqu'au stade de football, le Tivoli Neu au cœur d'Innsbruck.
Le sommet est situé à 13 kilomètres de l'arrivée. La descente qui suit est de 6 kilomètres et il reste alors 7 kilomètres de plat pour rejoindre  la ligne d'arrivée qui est située en face du palais de Hofburg,.

## Qualification
Le nombre de participants par pays est déterminé par des critères établis par l'Union Cycliste Internationale. La fédération prend en compte le classement par pays de la Coupe des Nations Juniors. Certains pays reçoivent une invitation à participer à cette course. De même, le champion du monde actuel (s'il est toujours juniors) et les différents champions continentaux juniors ont également le droit de participer et ne peuvent être substitués.
| 6 cyclistes                                                                    | 5 cyclistes                                        | 4 cyclistes        | 3 cyclistes                          | 2 cyclistes | 1 cycliste                                                                      |
| Allemagne Belgique Tchéquie Danemark États-Unis France Italie Pays-Bas Norvège | Canada Espagne Grande-Bretagne Japon Russie Suisse | Irlande Kazakhstan | Australie Nouvelle-Zélande Thaïlande | Autriche Azerbaïdjan Biélorussie Bulgarie Colombie Costa Rica Érythrée Slovaquie Estonie Hong Kong Kosovo Lituanie Luxembourg Moldavie Pologne Portugal Porto Rico Roumanie Afrique du Sud Rwanda Slovénie Serbie Suède Ukraine | Afghanistan Albanie Brésil Chili Croatie Équateur Guyana Lettonie Maroc Mexique |

## Classement
| Rang                      | Coureur                      | Pays             |    | Temps          |
| ------------------------- | ---------------------------- | ---------------- | -- | -------------- |
| Médaille d'or, monde      | Remco Evenepoel              | Belgique         | en | 3 h 3 min 49 s |
| Médaille d'argent, monde  | Marius Mayrhofer             | Allemagne        | +  | 1 min 25 s     |
| Médaille de bronze, monde | Alessandro Fancellu          | Italie           |    | 1 min 38 s     |
| 4                         | Alexandre Balmer             | Suisse           |    | m.t.           |
| 5                         | Frederik Wandahl             | Danemark         |    | 3 min 20 s     |
| 6                         | Gabriele Benedetti           | Italie           |    | m.t.           |
| 7                         | Aloïs Charrin                | France           |    | m.t.           |
| 8                         | Kevin Vermaerke              | États-Unis       |    | m.t.           |
| 9                         | Antonio Tiberi               | Italie           |    | m.t.           |
| 10                        | Sean Quinn                   | États-Unis       |    | 3 min 25 s     |
| 11                        | Andrea Piccolo               | Italie           |    | 4 min 37 s     |
| 12                        | Karel Vacek                  | Tchéquie         |    | m.t.           |
| 13                        | Biniam Girmay                | Érythrée         |    | 6 min 41 s     |
| 14                        | Jakob Gessner                | Allemagne        |    | m.t.           |
| 15                        | Ludvig Aasheim               | Norvège          |    | m.t.           |
| 16                        | Guilherme Mota               | Portugal         |    | m.t.           |
| 17                        | Ben Tulett                   | Grande-Bretagne  |    | 7 min 20 s     |
| 18                        | Aksel Bechskot-Hansen        | Danemark         |    | m.t.           |
| 19                        | Jonathan Bögli               | Suisse           |    | m.t.           |
| 20                        | Mason Hollyman               | Grande-Bretagne  |    | m.t.           |
| 21                        | Marco Frigo                  | Italie           |    | 7 min 54 s     |
| 22                        | Gleb Brussenskiy             | Kazakhstan       |    | 9 min 34 s     |
| 23                        | Yevgeniy Fedorov             | Kazakhstan       |    | 10 min 47 s    |
| 24                        | Robin Juel Skivild           | Danemark         |    | m.t.           |
| 25                        | Ben Healy                    | Irlande          |    | m.t.           |
| 26                        | Lewis Askey                  | Grande-Bretagne  |    | m.t.           |
| 27                        | Michel Hessmann              | Allemagne        |    | 10 min 55 s    |
| 28                        | Marek Gajdula                | Slovaquie        |    | 11 min 7 s     |
| 29                        | Daniil Pronskiy              | Kazakhstan       |    | 11 min 19 s    |
| 30                        | Vinicius Rangel              | Brésil           |    | m.t.           |
| 31                        | Kim Heiduk                   | Allemagne        |    | 12 min 14 s    |
| 32                        | Ådne Holter                  | Norvège          |    | 12 min 22 s    |
| 33                        | Oleksandr Shchypak           | Ukraine          |    | m.t.           |
| 34                        | Casper van Uden              | Pays-Bas         |    | m.t.           |
| 35                        | Lev Gonov                    | Russie           |    | 13 min 21 s    |
| 36                        | Jon Barrenetxea              | Espagne          |    | 13 min 37 s    |
| 37                        | Samuel Watson                | Grande-Bretagne  |    | 15 min 2 s     |
| 38                        | Felix Engelhardt             | Allemagne        |    | m.t.           |
| 39                        | Hugo Page                    | France           |    | 15 min 18 s    |
| 40                        | Jean Eric Habimana           | Rwanda           |    | 15 min 25 s    |
| 41                        | Valentin Retailleau          | France           |    | 15 min 31 s    |
| 42                        | Vojtěch Řepa                 | Tchéquie         |    | m.t.           |
| 43                        | Andrew Vollmer               | États-Unis       |    | m.t.           |
| 44                        | Enzo Leijnse                 | Pays-Bas         |    | m.t.           |
| 45                        | Artjom Mirzojev              | Estonie          |    | 15 min 47 s    |
| 46                        | Thomas Schellenberg          | Canada           |    | 16 min 22 s    |
| 47                        | Marek Bugar                  | Slovaquie        |    | m.t.           |
| 48                        | Pelayo Sánchez               | Espagne          |    | 17 min 18 s    |
| 49                        | Alfred George                | Grande-Bretagne  |    | 17 min 28 s    |
| 50                        | Lucas Plapp                  | Australie        |    | m.t.           |
| 51                        | Kei Onodera                  | Japon            |    | m.t.           |
| 52                        | Nurbergen Nurlykhassym       | Kazakhstan       |    | 17 min 29 s    |
| 53                        | Mesut Cepa                   | Albanie          |    | 17 min 40 s    |
| 54                        | Daniil Turuk                 | Biélorussie      |    | 17 min 55 s    |
| 55                        | Aaron Van Der Beken          | Belgique         |    | 17 min 58 s    |
| 56                        | Henri Vandenabeele           | Belgique         |    | m.t.           |
| 57                        | Jakob Reiter                 | Autriche         |    | 18 min 15 s    |
| 58                        | Breandan Flannagan           | Irlande          |    | 18 min 45 s    |
| 59                        | Anton Vtiurin                | Russie           |    | 18 min 54 s    |
| 60                        | Gilles Kirsch                | Luxembourg       |    | m.t.           |
| 61                        | Bas van Belle                | Pays-Bas         |    | m.t.           |
| 62                        | Josh Lane                    | Nouvelle-Zélande |    | m.t.           |
| 63                        | Alekss Krasts                | Lettonie         |    | 18 min 57 s    |
| 64                        | Simon Imboden                | Suisse           |    | m.t.           |
| 65                        | Vladimir Miksanik            | Tchéquie         |    | 19 min 0 s     |
| 66                        | Maksim Bilyi                 | Ukraine          |    | m.t.           |
| 67                        | Ruben Eggenberg              | Suisse           |    | m.t.           |
| 68                        | Tomás Aguirre                | Mexique          |    | m.t.           |
| 69                        | Jakub Boucek                 | Tchéquie         |    | m.t.           |
| 70                        | Afonso Silva                 | Portugal         |    | m.t.           |
| 71                        | Ben Katerberg                | Canada           |    | 20 min 34 s    |
| 72                        | Theo Gilbertson              | Nouvelle-Zélande |    | m.t.           |
| 73                        | Petr Kelemen                 | Tchéquie         |    | 21 min 1 s     |
| 74                        | Carlos Rodríguez             | Espagne          |    | 22 min 34 s    |
| 75                        | Dzianis Mazur                | Biélorussie      |    | 22 min 43 s    |
| 76                        | Axel van der Tuuk            | Pays-Bas         |    | 23 min 13 s    |
| 77                        | Wessel Krul                  | Pays-Bas         |    | 23 min 44 s    |
| 78                        | Emil Lindgren                | Suède            |    | m.t.           |
| 79                        | Henri Treimuth               | Estonie          |    | m.t.           |
| 80                        | Archie Ryan                  | Irlande          |    | 24 min 27 s    |
| 81                        | Fredrik Gjesteland Finnesand | Norvège          |    | 24 min 29 s    |
| 82                        | Dominik Gorak                | Pologne          |    | m.t.           |
| 83                        | Damian Bieniek               | Pologne          |    | 25 min 10 s    |
| abandon                   | Pirmin Benz                  | Allemagne        |    |                |
| abandon                   | Aljaz Omrzel                 | Slovénie         |    |                |
| abandon                   | Yoshiaki Fukuda              | Japon            |    |                |
| abandon                   | Martin Messner               | Autriche         |    |                |
| abandon                   | Camilo Navas                 | Équateur         |    |                |
| abandon                   | Oskar Palm                   | Suède            |    |                |
| abandon                   | Samuele Rubino               | Italie           |    |                |
| abandon                   | Iakov Gusev                  | Russie           |    |                |
| abandon                   | Conor Martin                 | Canada           |    |                |
| abandon                   | Carter Turnbull              | Australie        |    |                |
| abandon                   | Anže Skok                    | Slovénie         |    |                |
| abandon                   | Søren Wærenskjold            | Norvège          |    |                |
| abandon                   | William Blume Levy           | Danemark         |    |                |
| abandon                   | Daniel Årnes                 | Norvège          |    |                |
| abandon                   | Dennis Grasvold              | Norvège          |    |                |
| abandon                   | Arthur Kluckers              | Luxembourg       |    |                |
| abandon                   | Hiryu Kayama                 | Japon            |    |                |
| abandon                   | Abner González               | Porto Rico       |    |                |
| abandon                   | Rick Pluimers                | Pays-Bas         |    |                |
| abandon                   | Igor Humbert                 | Suisse           |    |                |
| abandon                   | Ricardo Broxham              | Afrique du Sud   |    |                |
| abandon                   | Cian Leveridge               | Afrique du Sud   |    |                |
| abandon                   | Carlo Jurišević              | Croatie          |    |                |
| abandon                   | Taisei Hino                  | Japon            |    |                |
| abandon                   | Robin Plamondon              | Canada           |    |                |
| abandon                   | Ilan Van Wilder              | Belgique         |    |                |
| abandon                   | Juan Tito Rendón             | Colombie         |    |                |
| abandon                   | Iván Cobo                    | Espagne          |    |                |
| abandon                   | Sam Cook                     | Nouvelle-Zélande |    |                |
| abandon                   | Hiroyuki Umakoshi            | Japon            |    |                |
| abandon                   | Xandres Vervloesem           | Belgique         |    |                |
| abandon                   | Steven Pattyn                | Belgique         |    |                |
| abandon                   | Phunsiri Sirimongkhon        | Thaïlande        |    |                |
| abandon                   | Quinn Simmons                | États-Unis       |    |                |
| abandon                   | Michael Garrison             | États-Unis       |    |                |
| abandon                   | Louis Barré                  | France           |    |                |
| abandon                   | Luis Esteban Murillo         | Costa Rica       |    |                |
| abandon                   | Zani Sylhasi                 | Kosovo           |    |                |
| abandon                   | Tyler Lindorff               | Australie        |    |                |
| abandon                   | Sergey Zatcepin              | Russie           |    |                |
| abandon                   | Laurynas Kuras               | Lituanie         |    |                |
| abandon                   | Gavrail Stefanov             | Bulgarie         |    |                |
| abandon                   | Aaron Doherty                | Irlande          |    |                |
| abandon                   | Shahin Eyvazov               | Azerbaïdjan      |    |                |
| abandon                   | Nadjaf Baghirov              | Azerbaïdjan      |    |                |
| abandon                   | Yoel Asmerom                 | Érythrée         |    |                |
| abandon                   | Admir Kolašinac              | Serbie           |    |                |
| abandon                   | Riley Sheehan                | États-Unis       |    |                |
| abandon                   | Raphael Da Costa Barros      | France           |    |                |
| abandon                   | Alex Baudin                  | France           |    |                |
| abandon                   | Valentin Vasiloiu            | Roumanie         |    |                |
| abandon                   | Marcel Teneb                 | Chili            |    |                |
| abandon                   | Ventsislav Venkov            | Bulgarie         |    |                |
| abandon                   | Carson Miles                 | Canada           |    |                |
| abandon                   | Julián Espinoza              | Costa Rica       |    |                |
| abandon                   | Imad Sekkak                  | Maroc            |    |                |
| abandon                   | Jakub Hník                   | Tchéquie         |    |                |
| abandon                   | Jacob Hindsgaul              | Danemark         |    |                |
| abandon                   | Erikas Sidlauskas            | Lituanie         |    |                |
| abandon                   | David Camargo                | Colombie         |    |                |
| abandon                   | Renus Uhiriwe                | Rwanda           |    |                |
| abandon                   | Andrei Novicov               | Moldavie         |    |                |
| abandon                   | Frederik Thomsen             | Danemark         |    |                |
| abandon                   | Josu Etxeberria              | Espagne          |    |                |
| abandon                   | Maksim Kulakov               | Russie           |    |                |
| abandon                   | Chu Tsun-wai                 | Hong Kong        |    |                |
| abandon                   | Ho Kwun-hei                  | Hong Kong        |    |                |
| abandon                   | Chalermchai Bangsiri         | Thaïlande        |    |                |
| abandon                   | Đorđe Đurić                  | Serbie           |    |                |
| abandon                   | Ciprian Jitaru               | Roumanie         |    |                |
| abandon                   | Jeffrey Díaz                 | Porto Rico       |    |                |
| abandon                   | Blerton Nuha                 | Kosovo           |    |                |
| abandon                   | Briton John                  | Guyana           |    |                |
| abandon                   | Mojtaba Hajizadeh            | Afghanistan      |    |                |
| abandon                   | Vladislav Korotas            | Moldavie         |    |                |